# Hundehalfter

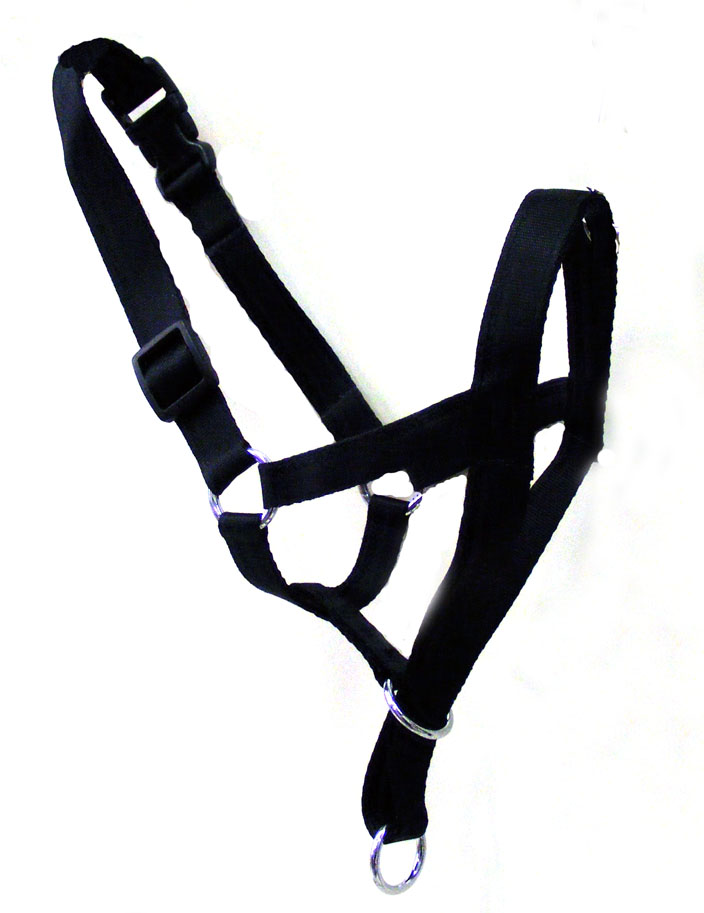
Die linke, große Schlaufe kommt über den Kopf in den Nacken, die rechte umfängt das Maul, in den unteren Ring wird die Dirigierleine eingehängt

Ein Halfter für Hunde ist eine ergänzende Führvorrichtung für den Haushund, welche auch für schwierig zu führende Hunde als geeignet gilt. Für dieses Hilfsmittel hat sich die Bezeichnung Halti eingebürgert. Dabei handelt es sich um die bekannteste Marke für solche Halfter. Es sind jedoch viele gleichartige Produkte am Markt erhältlich.

## Ursprung
Der Entwickler dieses Systems, Dr. Mugford vom „Animal Behaviour Centre“, hat sich von einem Pferdehalfter inspirieren lassen. Genau wie beim Pferd kann mit einem Hundehalfter die Haltung des Kopfes derart beeinflusst werden, dass der Hundekopf zur führenden Person ausgerichtet werden kann. Es ist nicht Sinn, den Hund ausschließlich mit dem Halfter zu führen, sondern immer in Verbindung mit Halsband bzw. -kette oder Geschirr. Die Handhabung muss trainiert werden. Der Hund muss unter Einsatz positiver Verstärkung langsam daran gewöhnt werden, um den gewünschten Erfolg zu erreichen.

## Funktionsweise

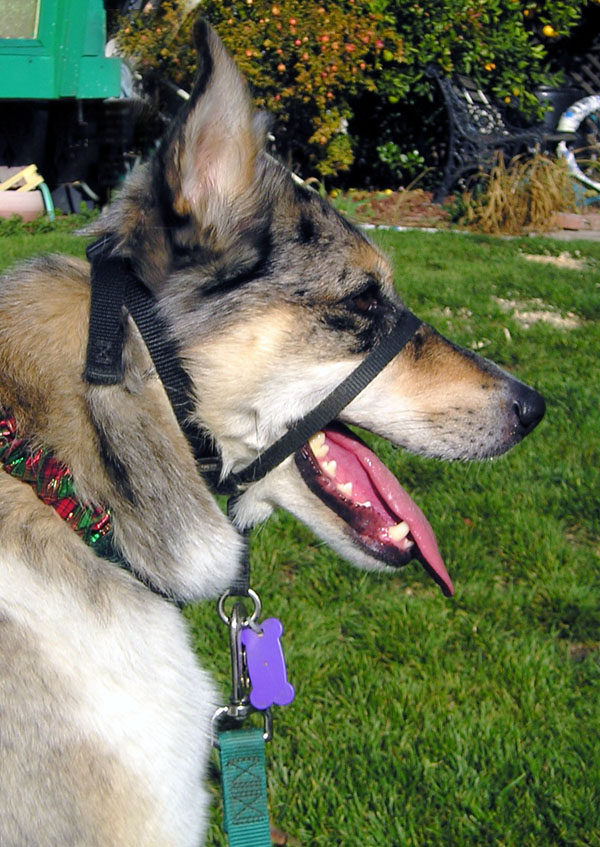
Hund mit angelegtem Halfter

Das Hundehalfter wird idealerweise nicht als alleiniger Befestigungspunkt für die Leine genutzt; diese sollte am anderen Ende gleichzeitig an Halsband oder Geschirr befestigt werden. Diese Führtechnik wird als duales Führen bezeichnet. Als Alternative zur Nutzung von zwei Enden einer längeren Leine ist auch die Verwendung von zwei Leinen möglich. Das Halfter dirigiert den Hund, hält ihn aber nicht. Hier liegt der Hauptunterschied zum Pferdehalfter.
Das Hundehalfter ist eine Riemenkonstruktion, um den Kopf des geführten Hundes über eine Leine dirigieren zu können. Das Wichtigste ist dabei eine bewegliche Schlaufe, die das Maul umfängt. Die führende Person kann über das Halfter beispielsweise den Blickkontakt des geführten Hundes zu einem anderen Hund unterbrechen und auf sich selber ziehen, indem er über die Leine den Kopf des Hundes dreht. Beim Zug am Halfter wird die Schlaufe um das Maul zugezogen und übt einen Druck aus, der dem „über das Maul Greifen“ eines erwachsenen Hundes zur Disziplinierung eines Welpen ähnelt.

## Maulkorbalternative
Gemäß dem Landeshundegesetz und seiner Verwaltungsvorschriften von 2003 für Nordrhein-Westfalen ist das Hundehalfter auch als Maulkorbersatz zugelassen. Zu beachten ist dabei, dass ein Hundehalfter im Gegensatz zum Maulkorb Bisse nicht unmöglich macht. Hundehalfter sind daher kein Maulkorbersatz.